# Defranceschijeva ulica
Defranceschijeva ulica je ena od ulic v Novem mestu. Poimenovana je po zdravniku in kirurgu Petru Defranceschiju, ki je bil predstojnik novomeške moške bolnice usmiljenih bratov, od leta 1908 pa po dograditvi tudi ženske bolnice, za gradnjo katere se je še posebej zavzemal. Dograjena je bila po njegovih zamislih in izkušnjah s podobnimi zavodi v deželah monarhije in Nemčije, zgrajena pa je bila v ulici, ki danes nosi njegovo ime. V obeh bolnišnicah je bil tudi primarij. Ulica danes obsega dve hišni številki, svoje ime pa je dobila že leta 1930. Poteka od Novega trga do poslopja nekdanje porodnišnice, v kateri se danes nahajajo prostori Upravne enote Novo mesto.
Peter Defranceschi je umrl v novomeški bolnici usmiljenih bratov, ki se nahaja na nasprotnem bregu reke Krke od ulice z njegovim imenom.